# 中山道明治天皇大井行在所

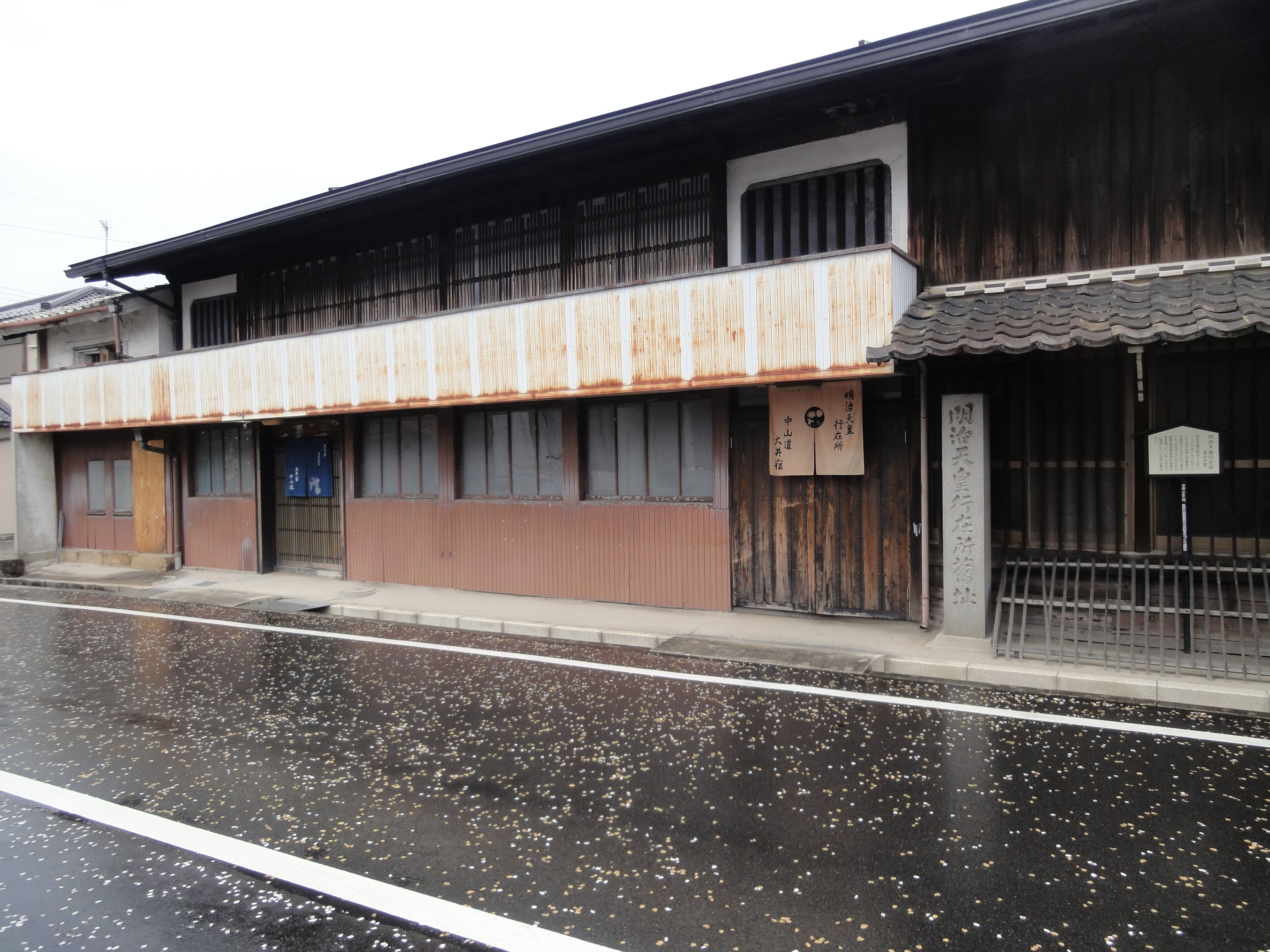
改修前の明治天皇大井行在所

中山道明治天皇大井行在所（なかせんどうめいじてんのうおおいあんざいしょ）は、岐阜県恵那市にある展示施設（博物館）・交流施設。
恵那市の条例上の名称は恵那市中山道明治天皇大井行在所である。

## 概要
市民の歴史文化等に関する活動及び交流の場、及び建物（中山道明治天皇大井行在所）の保存、公開を目的とする。
元は中山道大井宿の旅籠伊藤家（池田屋）の建物である。恵那市が購入改修。約1年半かけて当時の様子をできるだけ再現。2021年（令和3年）3月27日に記念式典を行い、同年4月1日に開館。
敷地内には大井宿本陣の北門とも、岩村城の城門であったとも言われる長屋門が移築されている。
建物は旅籠伊藤家として江戸時代末期建てられたものである。1880年（明治13年）3月に明治天皇が民情視察のため、山梨、長野、三重、京都方面への巡行が決まると、大井宿に同年6月28日に宿泊することとなる。本陣は恵那郡役所として使用されていたため、大井宿で最も大きかった旅籠の伊藤家が行在所に指定された。伊藤家は隣家を購入し、座敷棟（御座所、大臣参謀勅任官室、侍従室）、便所、浴室などを増改築を行った。戦後は大井郵便局、大井町役場として使用され、その後民間に渡った。
岐阜県まちかど美術館・博物館に登録されている。

## 施設概要
- 長屋門
- 展示スペース（御座所・侍従室・大臣参謀勅任官室・中庭・浴室・便所）※ 行在所として増改築した箇所に該当（中庭を除く）。
- 交流スペース（和室・囲炉裏の間）※ 旅籠として使用された箇所に該当。

## 利用案内
- 開館時間：9:00 - 17:00
- 休館日：火曜日（その日が祝日に当たる場合はその翌日）、休日の翌日（その日が火曜日に当たる場合は翌日）、年末年始（12月28日 - 1月3日）
- 入館料：無料

## 交通アクセス
公共交通機関
- JR中央本線・明知鉄道明知線 恵那駅下車、徒歩で約10分。

自動車
- 中央自動車道 恵那ICより約5分